# Erik Gandini
Erik Gandini (nacido en Bérgamo, Italia, 14 de agosto de 1967) es un director de cine sueco, productor y escritor. Ha realizado varias películas y documentales entre se destacan Sacrificio: quién traicionó al Che Guevara, Surplus, Terrorismo de consumo y Videocracy. 

## Biografía
Se trasladó a Suecia con 19 años para estudiar cine y eludir el servicio militar. Junto con Tarik Saleh realizó el documental Sacrificio: ¿Quién traicionó al Che Guevara? que da una versión alternativa sobre quien fue el chivo expiatorio culpable de la muerte del Che. El documental fue premiado con el Premio Coral en el Festival 23 del Nuevo Cine Latinoamericano de cortometrajes 2001.
Videocracy que analiza la acumulación de poder que ha experimentado la televisión en Italia durante los últimos tres decenios y de cómo un cierto tipo de hacer televisión está influyendo profundamente en los comportamientos de la población italiana y la política del país. Con Videocracy ha llegado a ganar premios en el Festival de Cine de Toronto, Festival de Cine de Sheffield, los premios Golden Graal y el Tempo Documentary Award 2010.
Gandini fue premiado en el festival internacional de cine documental de Ámsterdam (IDFA), por su documental Surplus, Terrorismo de consumo 
Erik Gandini es uno de los fundadores de la productora sueca Atmo.

## Documentales

### Raja Sarajevo
Documental de 1994 (Raja significa "grupo de amigos" en bosnio) fue protagonizada por Enes Zlatar, líder de la banda de rock Sikter y el artista internacional Nebojsa Seric Soba, que en ese momento era un estudiante de arte a tiempo parcial y soldado a tiempo parcial en el ejército bosnio.

### Not without Prijedor
En 1996 Erik Gandini rodó un segundo documental sobre la guerra de los Balcanes, Not without Prijedor, sobre cuatro jóvenes bosnios refugiados en Suecia que decidieron regresar a su país para unirse a la guerra. Ese mismo año formó parte de un programa de culto de la televisión sueca, ELBYL, donde conoció a Tarik Saleh. 

### Amerasians
Su película Amerasians-the 100.000 children of the vietnam war de 1998 sobre los hijos de soldados estadounidenses que lucharon en la guerra de Vietnam y mujeres vietnamitas fue galardonada con la Aguja de Plata en el Festival Internacional de Cine de San Francisco de 1999.

### Sacrificio - ¿Quién traicionó al Che Guevara?
En 2001 codirigió con Tarik Saleh el documental Sacrificio - ¿Quién traicionó al Che Guevara?. La película se centra en Ciro Bustos, el lugarteniente argentino del Che Guevara y la persona que más que otras ha sido culpada en los libros de historia como culpable de la muerte del Che. Cuando fue capturado en Bolivia, Bustos dibujó retratos del Che Guevara y sus guerrilleros para el ejército boliviano. Proporcionar dibujos a sus interrogadores enmarcó a Bustos como un traidor por parte de los historiadores, pero fue, según su versión, parte de una estrategia engañosa adoptada durante el interrogatorio. Después de vivir en Suecia en silencio durante unos treinta años, Sacrificio fue el primer documental en el que participó.

### El cirujano rebelde
La película es un retrato del cirujano danés Erik Erichssen, que pierde la pasión por su trabajo a pesar de ser la profesión más importante del mundo. Esto se debe a la excesiva burocracia en el sistema sanitario sueco. En busca de un nuevo significado se traslada a Etiopía, el país natal de su esposa desde hace 40 años, Sennait Erichseen. Sin herramientas ni recursos, descubre un propósito en un hospital remoto en la aldea de Aira, donde el estoicismo y la aceptación de la fe entre la población local le recuerdan la falibilidad de Occidente. Seleccionada en la sección Master de IDFA 2017, The Rebel Surgeon se clasificó entre las diez favoritas del público.

### After Work
Gandini estrenó After Work en la competición principal de CPH:DOX 2023.  donde se convirtió en la película más vista en la plataforma on-demand propia del festival. La película, una coproducción sueca, italiana y noruega, ha sido seleccionada en Hot Docs, Vision Du Reel, One World y vendida en todo el mundo por Cat&Docs.

## Filmografía
- Raja Sarajevo (1994)
- Not without Prijedor (1996)
- Amerasians (1998)
- Sacrificio: quién traicionó al Che Guevara? (2001) con Tarik Saleh
- Surplus - Terrorized into being consumers (2003)
- Gitmo - Las nuevas reglas de la guerra (2005) con Tarik Saleh
- Videocracy (2009)
- La teoría sueca del amor (2015)[9]
- El cirujano rebelde (2017)
- After Work (2023) [10]